# Банда Ивана Митина
Банда Ива́на Ми́тина (имела также прозвища «Банда высокого блондина» и «Чёрная кошка») — преступная группировка, орудовавшая в Москве и Московской области в начале 1950-х годов.

## История банды
В банду в общей сложности входили 12 человек, большинство из них проживало в подмосковном Красногорске. Её главарём был Иван Митин, 1927 года рождения, мастер смены оборонного (авиаремонтного) завода № 34 в Красногорске. На момент ликвидации банды Митин был представлен к ордену Трудового Красного Знамени. Восемь из 12 членов банды были работниками оборонного завода КМЗ, двое — курсанты военных училищ.
Для планирования и совершения налётов в банду был привлечён некий Пётр Болотов, бывший гораздо старше сообщников, стахановец оборонного завода № 500 в Тушине, член ВКП(б).
В банду был привлечён также студент Московского авиационного института Вячеслав Лукин, отличник, спортсмен и комсомольский активист. Банда окончательно сформировалась в начале 1950 года.

## Преступления
1 февраля 1950 года банда совершила первое преступление. При попытке ограбления магазина в Химках был убит оперуполномоченный А. Кочкин. 26 марта банда ворвалась в промтоварный магазин Тимирязевского района северного административного округа Москвы и, представившись сотрудниками Министерства государственной безопасности СССР, заперла посетителей в подсобном помещении. Добычей преступников стали 68 тысяч рублей, после чего они на полгода прекратили свою деятельность. 16 ноября 1950 года Митин с сообщниками ограбил промтоварный магазин пароходства Канала имени Москвы[где?] на 24,5 тысячи рублей, 10 декабря — магазин на улице Кутузовская Cлобода на 62 тысячи рублей.
11 марта 1951 года при ограблении ресторана «Голубой Дунай»[где?] Митиным были убиты лейтенант милиции М. Бирюков и двое случайных свидетелей.
Бандиты продолжали совершать разбойные нападения и убийства до февраля 1953 года.

## Аресты, следствие и суд
В феврале 1953 года сотрудникам Московского уголовного розыска удалось выйти на след банды, когда они установили, что бандитская группа совершает преступления недалеко от стадионов и мест проведения спортивных мероприятий. После того, как Лукин выкупил целую бочку пива у Красногорского стадиона, за ним установили слежку. Вскоре после этого Митина с сообщниками, всего 12 человек, арестовали. В ходе следствия бандиты открыто признались во всех совершённых преступлениях, и только Болотов и Семихатов отказывались давать показания. Сотрудникам правоохранительных органов удалось доказать, что на счету банды было 28 разбойных нападений, 11 убийств, 18 раненых. За время своей преступной деятельности бандиты награбили более 300 тысяч рублей. Материалы уголовного дела заняли 14 томов.
Суд приговорил Ивана Митина и Александра Самарина к высшей мере наказания — смертной казни через расстрел, приговор был приведён в исполнение в Бутырской тюрьме. Лукин был приговорён к 25 годам лишения свободы и вскоре после отбытия наказания в 1977 году скончался.

## Факты
- По некоторым данным, деятельность неуловимой банды пытался использовать в своих целях Лаврентий Берия, желавший сместить Никиту Хрущёва с поста руководителя Московского горкома ВКП(б), но неудачно[5].
- История банды Ивана Митина легла в основу книги братьев Вайнеров «Эра милосердия», по которой впоследствии снят известный телефильм «Место встречи изменить нельзя»[6].
- Поиски банды Митина описаны в повести Эдуарда Хруцкого «Сто первый километр»[7]. В книге фамилия главаря изменена на Митяев. Прототипом полковника Данилова — главного героя серии повестей Хруцкого «Четвёртый эшелон», в которую входит также и «101-й километр», является полковник Игорь Дмитриевич Скорин, один из руководителей операции по ликвидации банды Митина[8][9][10].
- Истории банды посвящена книга Ольги Мамоновой «Последняя банда» (2010).

## Документальные и игровые фильмы о деятельности банды
- Документальный фильм «Чёрная кошка. Подлинная история» из цикла «Легенды советского сыска».
- Документальный фильм «Чёрная кошка» (2006) из цикла «Следствие вели…».
- т/с «Место встречи изменить нельзя» (1979)
- т/с «Чёрная кошка» (2016)